# Чичињано
Чичињано (итал. Cicignano) је насеље и градска четврт (итал. frazione) општине Колевекио у Италији у округу Ријети, регион Лацио, на левој обали Тибра.
Према процени из 2011. у насељу је живело 33 становника. Насеље се налази на надморској висини од 262 м.